# Доброґостово
Доброґостово (пол. Dobrogostowo) — село в Польщі, у гміні Обжицько Шамотульського повіту Великопольського воєводства.
Населення — 353 особи (2011).
У 1975-1998 роках село належало до Познанського воєводства.

## Демографія
Демографічна структура станом на 31 березня 2011 року:
|          | Загалом | Допрацездатний вік | Працездатний вік | Постпрацездатний вік |
| -------- | ------- | ------------------ | ---------------- | -------------------- |
| Чоловіки | 172     | 38                 | 122              | 12                   |
| Жінки    | 181     | 42                 | 111              | 28                   |
| Разом    | 353     | 80                 | 233              | 40                   |